# Fully Qualified Domain Name
FQDN (ang. fully qualified domain name) – pełna, jednoznaczna nazwa domenowa, określająca położenie danego węzła w systemie DNS. Składa się zwykle z nazwy hosta i co najmniej jednej domeny (etykiety) wyższego poziomu rozdzielonych symbolem "." i kończy się zawsze domeną najwyższego poziomu.
Na przykład www.wikipedia.org jest pełną nazwą domenową: www oznacza hosta, wikipedia jest domeną drugiego poziomu, a .org domeną najwyższego poziomu.